# Henschel DH 360 Ca
A Henschel DH 360 Ca háromtengelyes dízel-hidraulikus tolatómozdony-sorozat, melyet a Henschel-Werke gyártott 1958 és 1964 között, összesen 18 példányban.

## Technikai részletek
A típust elsősorban tolatási feladatok ellátására tervezték, de vonali szolgálatra is alkalmas. A mozdony az 1955-től kínált harmadik generációs, azaz az utolsó csatlórudas hajtással rendelkező Henschel-mozdonyok közé tartozik. A mozdony felépítményét nagyobb változtatások nélkül átvették a negyedik generációs, kardántengelyes DHG 500 C típushoz.
A Henschel DH 360 Ca tengelyelrendezése C. A sorozatba a Henschel 12 V 1416 típusú V12 elrendezésű, négyütemű dízelmotorját szerelték, melynek névleges teljesítménye 360 metrikus lóerő (265 kW).
A vezetőfülke két egyenlőtlen hosszúságú géptér között kapott helyet. A fülkében átlósan kettő vezetőállás van. A rövidebb géptérben a hűtőrendszer és a tüzeleőanyag-tartály, míg a hosszabban a dízelmotor, a kompresszor és a hidraulikus hajtómű található. A hajtómű és az ahhoz kapcsolt tartományváltó benyúlik a vezetőfülke alá. A vezetőfülke padlója alatt kaptak helyet az akkumulátorok is. A kettő egyenként 285 literes főlégtartály a mellvédlemezek mögé lett beépítve. A mozdonyokat Voith L37 típusú, kétfokozatú turbóhajtóművel szerelték, amely menet közben is kapcsolható. A hajtómű tolatófokozatban 30 km/h, míg vonali fokozatban 60 km/h maximális sebességet enged meg.
Biztonsági okokból a vezetőfülkébe nem közvetlenül oldalra, hanem a rakszelvényen belül, a járdákra nyíló ajtókon lehet bejutni. A mozdony négy sarkán található lépcsők legalsó fokát úgy alakították ki, hogy a kocsirendező a rakszelvényen belül állhasson, a mellvédlemezek által védve legyen.

## Üzemeltetők
A Henschel DH 360 Ca-t 1958 és 1964 között 18 példányban gyártották. A típus legnagyobb megrendelője a Dortmund-Hörder Hüttenunion AG volt, amely hat ilyen típusú mozdonyt vásárolt. Ezek közül négy mozdony eltér a többi példánytól, mivel az acélmű területén életben lévő profilkorlátozások miatt keskenyebb vezetőfülkét kaptak. A DHHU az 1960-as években öt DH 360 Ca mozdonyát Brown, Boveri & Cie gyártmányú turbófeltöltővel szerelte fel, így a névleges teljesítményük 500 metrikus lóerőre (368 kW) emelkedett. 1966-ban a Hoesch AG felvásárolta a vállalatot, így a mozdonyok is átkerültek a Hoesch állományába. 1980. január 1-jén a Hoesch-Werksbahn és a Dortmunder Eisenbahn egyesült, a mozdonyokat a Dortmunder Eisenbahn az 1980-as évek folyamán eladta. A Deutsche Babcock AG és a Deutsche Edelstahlwerke AG ipari vállalatok, a Mannesmann Rohstoffwerke GmbH és a Rheinisch-Westfälische Kalkwerke AG mészkőbányányák, valamint a Kreisbahn Osterode-Kreiensen magán vasúttársaság is vásárolt egy-egy példányt. Egy mozdony Spanyolországba (Corporación Patricio Echeverría), illetve kettő Svájcba (Lonza AG) került. Az utolsó kettő legyártott DH 360 Ca mozdonyt a Henschel bérmozdonyként üzemeltette.
A 2020-as évekre a 18 legyártott DH 360 Ca mozdonyból ötöt selejteztek, három holléte ismeretlen, illetve kettőt múzeumvasutakon őriztek meg.
| Henschel DH 360 Ca-mozdonyok listája |             |                                               |                                                              | |
| Gyártási szám                        | Gyártás éve | Első üzemeltető                               | Legutóbbi üzemeltető                                         | Megjegyzés |
| 26563                                | 1958        | DHHU „157”                                    | ARCO Transportation GmbH                                     | Az 1960-as években turbófeltöltővel szerelték fel. 2011-ben selejtezték                                                                                              |
| 26750                                | 1960        | DHHU „D 12”                                   | BayernBahn „350 001-4”                                       | Keskeny vezetőfülkés kivitel |
| 26751                                | 1960        | DHHU „132”                                    | Dortmunder Eisenbahn „501”                                   | Keskeny vezetőfülkés kivitel, az 1960-as években turbófeltöltővel szerelték fel. Holléte ismeretlen                                                                  |
| 30027                                | 1962        | DHHU „134”                                    | Dortmunder Eisenbahn „503”                                   | Keskeny vezetőfülkés kivitel, az 1960-as években turbófeltöltővel szerelték fel. 1983-ban kivonták a szolgálatból, 1984-ben Olaszországba került. Holléte ismeretlen |
| 30304                                | 1961        | Deutsche Edelstahlwerke AG „7”                | Eisenbahn und Häfen „270”                                    | 1995-ben selejtezték |
| 30320                                | 1961        | Mannesmann Rohstoffwerke GmbH „1”             | Det danske Stålvalseværk A/S „284”                           | Az 1990-es években selejtezték |
| 30321                                | 1961        | Rheinisch-Westfälische Kalkwerke AG „535 229” | Hespertalbahn „V 1“                                          | 2006-ban remotorizálták |
| 30330                                | 1962        | Kreisbahn Osterode-Kreiensen „16”             | Servizi Ferroviari S.r.l. „T 578“                            | |
| 30388                                | 1961        | DHHU „133”                                    | Österreichische Gesellschaft für Eisenbahngeschichte „Pauli” | Keskeny vezetőfülkés kivitel, az 1960-as években turbófeltöltővel szerelték fel                                                                                      |
| 30391                                | 1961        | DHHU „151”                                    | C.E.M.E.S. S.p.A. „T 753”                                    | Az 1960-as években turbófeltöltővel szerelték fel |
| 30503                                | 1962        | Corporación Patricio Echeverría „III”         | Corporación Patricio Echeverría „III”                        | Holléte ismeretlen |
| 30505                                | 1962        | Lonza AG „5”                                  | LSB Lok Service Burkhardt AG                                 | 2004-ben letétbe helyezték, 2006-ban selejtezték |
| 30507                                | 1962        | Deutsche Babcock „9”                          | LBC Sotrasol S.A.                                            | |
| 30703                                | 1963        | Lonza AG „6” – „Willi”                        | Thévenaz-Leduc S.A.                                          | UIC-pályaszáma: 98 85 5837 908-3 CH-THL |
| 30704                                | 1963        | Henschel (bérmozdony)                         | Widmer Rail Services Personal AG                             | UIC-pályaszáma: 98 85 5837 906-7 CH-WRSCH. 2013-ban selejtezték |
| 30862                                | 1964        | Henschel (bérmozdony)                         | Saar Rail GmbH „47“                                          | |

## Fordítás
- Ez a szócikk részben vagy egészben  a   Henschel DH 360 Ca című német Wikipédia-szócikk ezen változatának fordításán alapul.  Az eredeti cikk szerkesztőit annak laptörténete sorolja fel. Ez a jelzés csupán a megfogalmazás eredetét és a szerzői jogokat jelzi, nem szolgál a cikkben szereplő információk forrásmegjelöléseként.